# Karol Hubicki
Karol Hubicki (1812 Knihynice – 10. dubna 1881) byl rakouský politik polské národnosti z Haliče, v 2. polovině 19. století poslanec Říšské rady.

## Biografie
Jeho otec byl haličským statkářem a šlechticem. Karol se podílel na listopadovém polském povstání v roce 1831, v kterém bojoval proti Rusům. Byl zajat a dva roky strávil na Kavkaze. Pak se jeho rodičům podařilo docílit propuštění svého syna. Po návratu na Halič studoval dějiny a jazyky a žil na rodinném statku. Během revolučního roku 1848 byl zvolen do celorakouského Říšského sněmu za město Olijiv. Vystoupil zde během srpna 1848 dvakrát s interpelacemi, a to v otázce zrušení židovské náboženské daně a také k tématu údajně pomalého vyzbrojování Národních gard, k čemuž Hubicki doporučoval zavést speciální státní zbrojní továrny pro zásobování gardistů. V září 1848 se pak v parlamentu slovně utkal s poslancem Franzem Stadionem v záležitosti náhrad za zrušení poddanství.
Po obnovení ústavní vlády se vrátil do politiky. Od roku 1861 byl poslancem Haličského zemského sněmu za velkostatkářskou kurii. Zemský sněm ho roku 1861 delegoval i do Říšské rady (tehdy ještě volené nepřímo) za Halič (kurie velkostatkářská). 11. května 1861 složil slib. K roku 1861 se uvádí jako statkář, bytem v Ożydówě. Coby politik patřil k federalistickému proudu, podporujícímu autonomii neněmeckých národností v Rakousku, zejména autonomii Haliče. Zemský sněm ho do Říšské rady opět delegoval roku 1868. 22. října 1868 složil slib, rezignoval v roce 1869 během přestávky mezi IV. a V. zasedáním sněmovny.